# Lamium maculatum
Espèce
Classification phylogénétique
Lamium maculatum, le Lamier maculé ou Lamier tacheté, est une espèce de plantes à fleurs de la famille des Lamiaceae. C'est une plante herbacée vivace originaire d'Europe et d'Asie tempérée. 
C'est une plante velue, aux larges fleurs pourprées. La forme à feuilles tachetées est cultivée comme couvre sol.

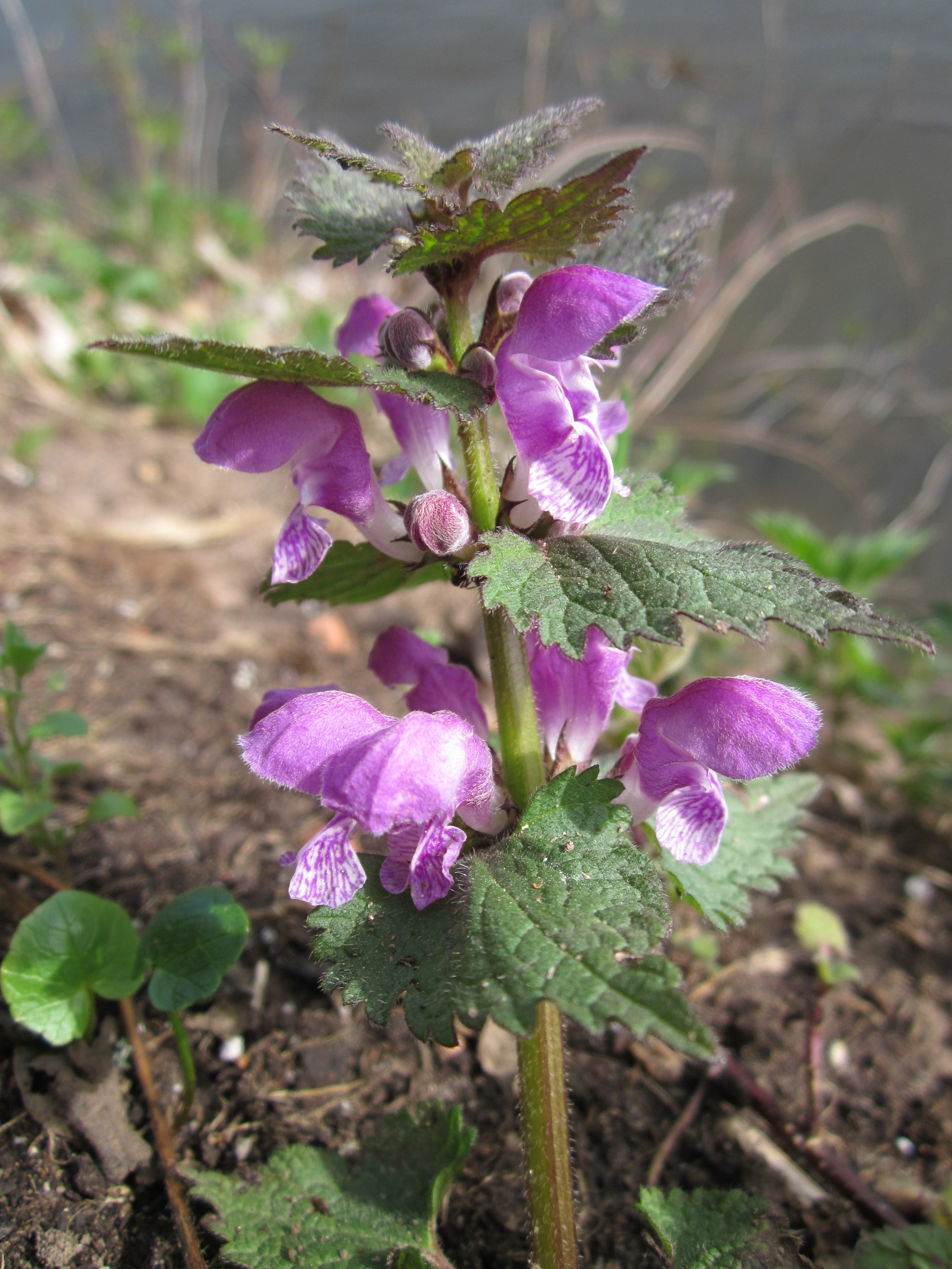
Lamium maculatum.

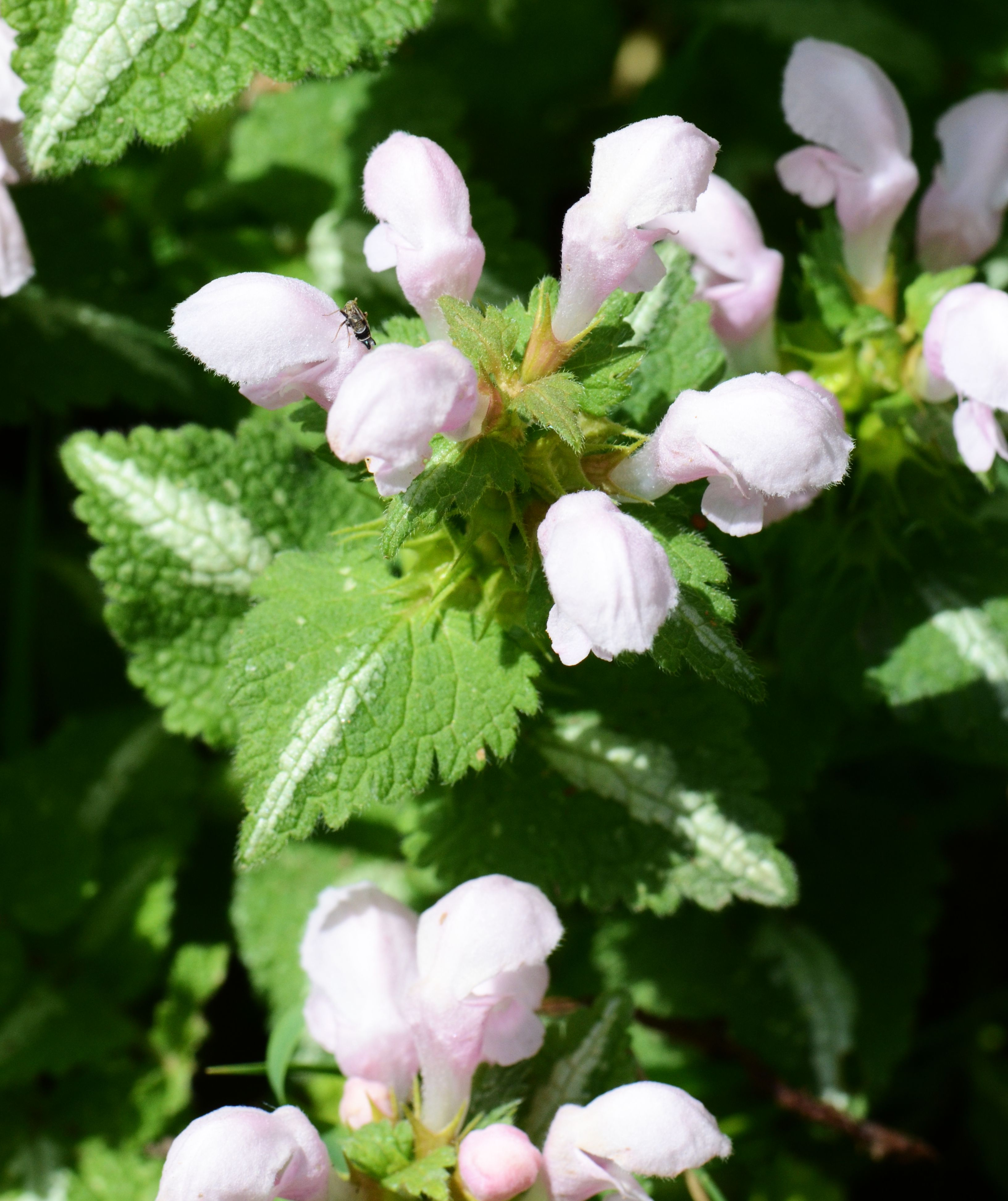
Forme cultivée à feuilles maculées.

## Description
Le lamier maculé est une plante vivace de 15 à 60 cm de haut, formée de tiges vertes dressées poilues, portant des paires de feuilles opposées.
La feuille pétiolée comporte un limbe de forme ovale, cordée, aux marges crénelées-dentées, avec souvent une large macule blanchâtre le long de la nervure centrale.
Les fleurs zygomorphes, roses, purpurines rarement blanches, grandes (de 20 à 35 mm)
, sont disposées en verticille, peu fournis.
-Le calice, à dents molles est plus court que le tube de la corolle
-la corolle de 20-25 mm à tube courbé en S, ascendant, avec la lèvre supérieure poilue aux bords
-les 4 étamines portent des anthères poilues.
La floraison s'étale d'avril à octobre.

## Habitat et distribution
Le lamier maculé croît dans les friches eutrophiles, les bords de rivières, les lisières de forêts, les talus, les haies.
En France, il se rencontre principalement à l'est d'une ligne côte basque-Luxembourg et dans les vallées de la Loire et de la Garonne. On le trouve aussi ailleurs en Europe (de la Belgique, Allemagne, jusqu'en Pologne, naturalisé au Royaume-Uni, en Europe du Sud...), dans le Caucase, en Asie mineure et naturalisé en Amérique du Nord.

## Confusions possibles
On pourrait confondre les fleurs du lamier maculé avec celles du lamier pourpre. Les corolles de ce dernier sont cependant plus petites, ne dépassant généralement pas 10 mm, et sont moins (voire pas du tout) tachetées. Les deux plantes ont le même goût et les mêmes utilisations.

## Culture
Des cultivars à taches blanches plus ou moins grandes ont été sélectionnées pour former des vivaces tapissantes. Ces plantes sont des couvre-sols s'étendant rapidement et pouvant devenir envahissants.
Le lamier maculé est de culture facile, dans un endroit ombragé ou ensoleillé, en milieu frais, riche en matière organique.

## Utilisations
Les jeunes feuilles peuvent être consommées en salade (leur saveur peu prononcée est agréable mais moins que celle de l'ortie), ainsi que les fleurs. Les feuilles plus âgées sont plutôt consommées cuites. Les racines seraient également consommées en Espagne.

## Synonymes
Selon The Plant List, il existe de nombreux synonymes :
- Lamium affine Guss. & Ten.
- Lamium cardiaca Cogn.
- Lamium columnae Ten.
- Lamium cupreum Schott
- Lamium dilatatum Schur
- Lamium elegantissimum Schur [Illegitime]
- Lamium foliosum Crantz
- Lamium grandiflorum Willd. ex Benth. [Invalide]
- Lamium grenieri Mutel
- Lamium gundelsheimeri K.Koch
- Lamium hirsutum Lam.
- Lamium laevigatum L.
- Lamium melissifolium Mill.
- Lamium mutabile Dumort.
- Lamium niveum Schrad.
- Lamium pallidiflorum Beck
- Lamium rubrum Jenk.
- Lamium rugosum Aiton
- Lamium stoloniferum Lapeyr.
- Lamium tillii Ten.
- Lamium truncatum Boiss.
- Lamium villosifolium (R.R.Mill) A.P.Khokhr.

## Photos

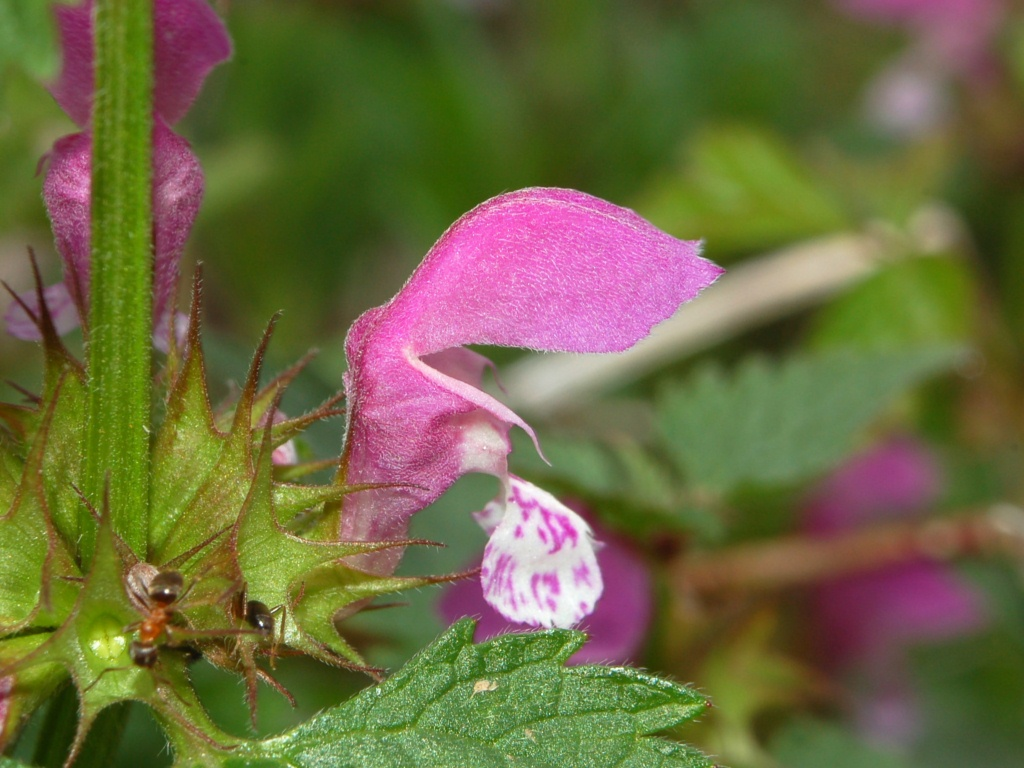
Fleur.
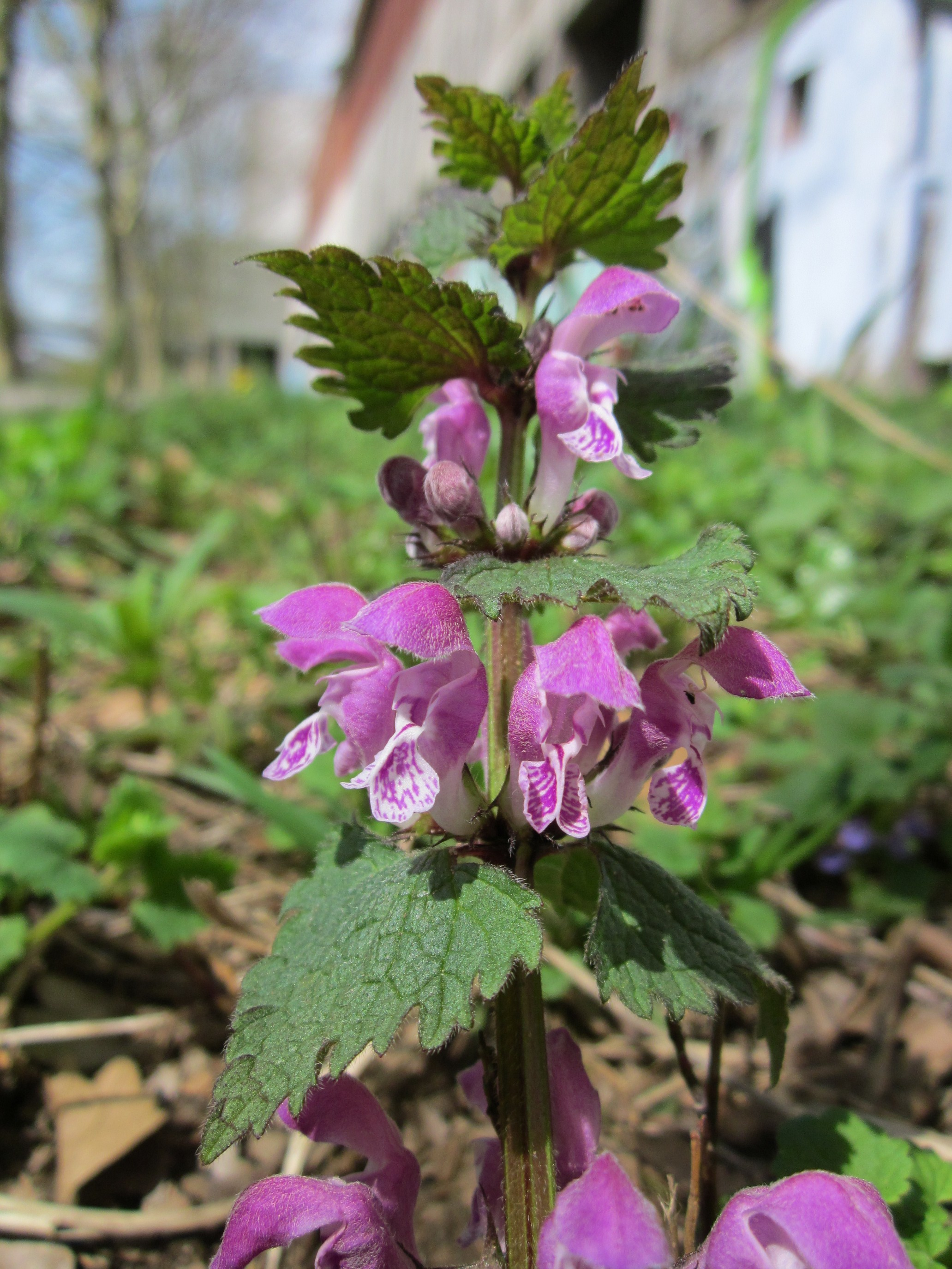
Fleurs en verticille.
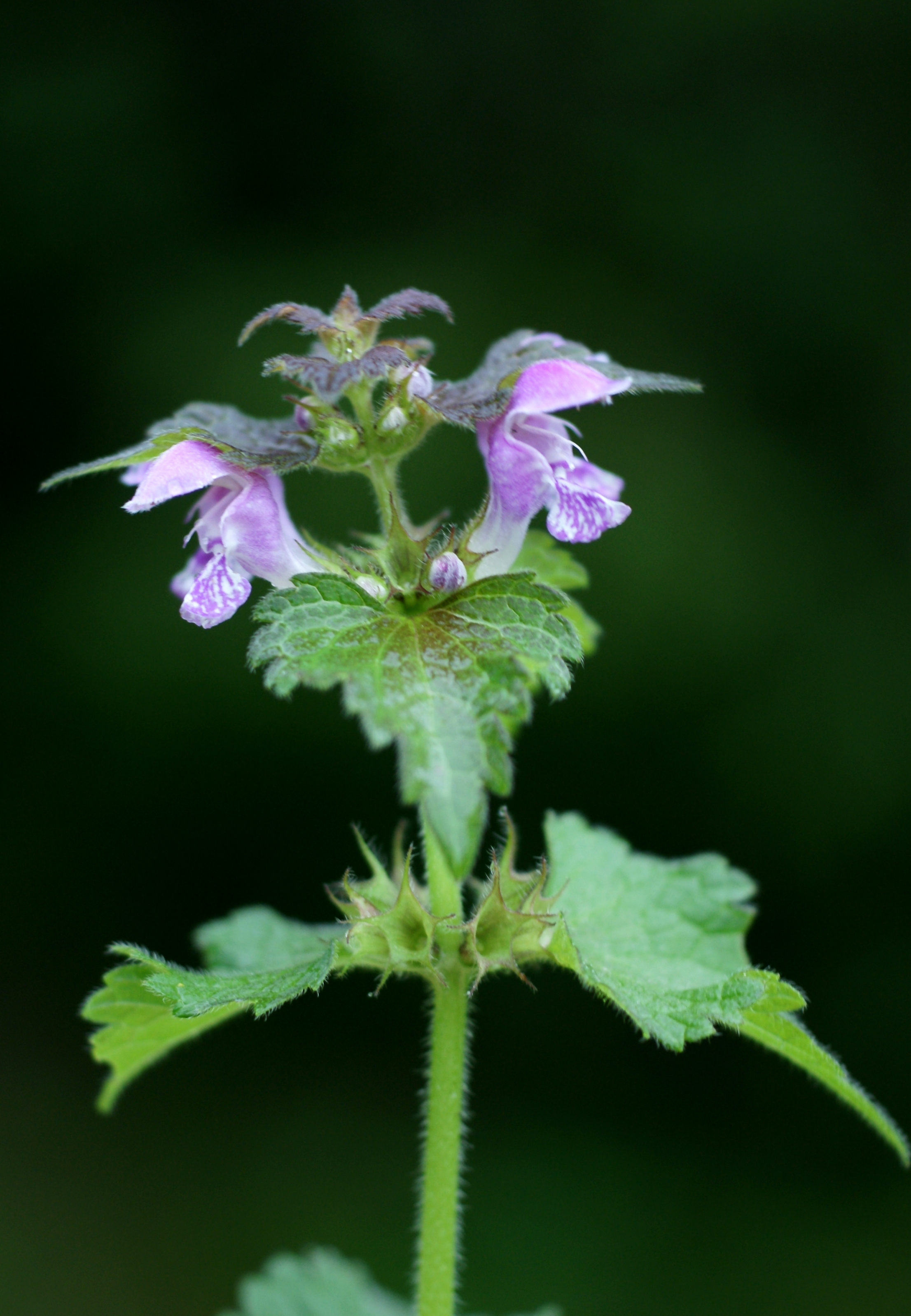
Feuilles opposées.